# Psyllaephagus othrys
Psyllaephagus othrys is een vliesvleugelig insect uit de familie Encyrtidae. De wetenschappelijke naam is voor het eerst geldig gepubliceerd in 1996 door Noyes & Hanson.